# Рокафонда
Рокафонда (кат. и шп. Rocafonda) је насеље града Матаро у регији Каталонија, у Шпанији.
Рокафонда је изграђена 1960-их година ради смјештаја досељеника из јужних шпанских регија: углавном из Андалузије и Екстремадуре, али и из Мурсије и Кастиље. Док су остатак Матароа чиниле куће, у Рокафонди су изграђени блокови зграда, што је резултирало великом густином насељености. Деведесетих година двадесетог вијека, првобитни становници Рокафонде, Шпанци јужњаци, преселили су се у богатија насеља, а њихово мјесто су заузели досељеници из других земаља (Магреба, подсахарске Африке, Латинске Америке, Азије и Источне Европе), због ниских животних трошкова.
Године 2023, Рокафонда је имала 11.664 становника. Од њих, 52% је рођено ван Каталоније, укључујући 37% рођених у иностранству. Постотак становника рођених у иностранству већи је за 17 односно 19 процентних поена од оног за цијели Матаро односно цијелу Шпанију. Од иностраних досељеника, 58% је из Марока. Око половине становништва Рокафонде живи испод границе сиромаштва.
Рокафонда је привукла међународну пажњу током Европског првенства у фудбалу 2024. године захваљујући Ламину Јамалу, шпанском фудбалском репрезентативцу који је у Рокафонди одрастао. Он своје голове слави показујући рукама број „304“, који чине посљедње три цифре поштанског броја Рокафонде (08304). Два дана након пласмана Шпаније у финале Европског првенства, Хосе Мануел Гомез Хурадо (шп. José Manuel Gómez Jurado), политичар странке Пор Андалусија, поновио је тај гест у Скупштини Андалузије као одговор на антиимиграциони говор Воксове Пурификасион Фернандез (шп. Purificación Fernández).